# Praça de Toiros da Malagueta
A Praça de Toiros da Malagueta é a Praça de Toiros da cidade de Málaga, em Espanha. Tem uma lotação de 9.032 lugares e foi inaugurada em 11 de Junho de 1876. Está classificada como Praça de 1ª Categoria.
Actualmente é propriedade da Deputação Provincial de Málaga.
Em anexo encontra-se o Museu Taurino Antonio Ordóñez.